# Assen Bulldogs
De Assen Bulldogs was een Americanfootballteam afkomstig uit Assen dat speelde in de tweede divisie van de American Football Bond Nederland. 